# Dobrzelin
Dobrzelin – wieś (dawniej miasto) w Polsce położona w województwie łódzkim, w powiecie kutnowskim, w gminie Żychlin.
Nowy Dobrzelin uzyskał lokację miejską w 1536 roku, zdegradowany przed 1700 rokiem.
W latach 1954–1972 wieś należała i była siedzibą władz gromady Dobrzelin. W latach 1973–1991 miejscowość była siedzibą gminy Dobrzelin. W latach 1975–1998 miejscowość administracyjnie należała do województwa płockiego.
Znana przede wszystkim z dużej cukrowni „Dobrzelin”, która powstała w połowie XIX wieku. Obecnie oddział Krajowej Spółki Cukrowej.

## Sport
Sparta Dobrzelin klub piłkarski (zawieszona działalność) w ostatnim sezonie grał w Łódzkiej B klasie gr III.

## Zabytki
Według rejestru zabytków NID na listę zabytków wpisany jest obiekt:
- dwór, 1 poł. XIX, 1911, nr rej.: 344 z 11.07.1967

## Ludzie związani z Dobrzelinem
- Lucjan Czubiński
- Stanisław Grzybowski
- Janusz Kotliński
- Czesław Rybiński
- Franciszek Witaszek

W Dobrzelinie urodzili się:
- Lucjan Czubiński
- Wiktor Tomir Drymmer
- Andrzej Pawlak
- Paweł (Paul) Sanne (16 lutego 1865 – czerwiec 1937), jako syn dyrektora cukrowni, który po studiach handlowych we Wrocławiu osiadł w Łodzi i tu był znany jako działacz społeczno-gospodarczy oraz wieloletni członek zarządu i rady nadzorczej spółki tramwajów miejskich w Łodzi[6].